# Jin Jin Jin
「Jin Jin Jin」（ジン ジン ジン）は、1992年9月にリリースされた中村あゆみの18枚目のシングルである。
規格品番はHBDL-1020。

## 解説
- 表題曲は本人出演のCM「ミズノメガヘルツ」のイメージソングである。
- それまでの中村の楽曲とは大きく異なり、当時流行だったダンスミュージックを意識したサウンドである。
- オリコンではトップ10入りは逃したものの、10万枚を超えるヒットとなった。

## 収録曲
1. Jin Jin Jin
  - 作詞／作曲:中村あゆみ／編曲:和田春彦／コーラス:和田恵子
2. 夜明けのLove Song for You
  - 作詞／作曲:中村あゆみ／編曲:和田春彦／コーラス:和田恵子

## 収録作品
- Jin Jin Jin
  - DREAMS <Extended dance mix>
  - Decade-Ayumi Live-<Extended dance mix Live Version>
  - BEST COLLECTION HUMMING BIRD YEARS '84-'93
- 夜明けのLove Song for You
  - BEST COLLECTION HUMMING BIRD YEARS '84-'93